# Young (etichetta discografica)
Young, precedentemente nota come Young Turks è un'etichetta discografica indipendente britannica fondata nel 2006 da Caius Pawson. L'etichetta, di proprietà del gruppo Beggars Group, è associata alla XL Recordings.
L'etichetta ha cambiato nome da Young Turks a Young nel 2021. Pawson ha annunciato che aveva scelto come nome Young Turks in onore della canzone omonima di Rod Stewart del 1981, non essendo a conoscenza dell'esistenza del movimento ottomano dei Giovani Turchi (Young Turks in inglese), responsabile del genocidio armeno. Ha in seguito donato una somma di denaro all'Istituto Armeno di Londra.

## Artisti
Lista parziale:
- FKA twigs
- Jamie xx
- John Talabot
- Koreless
- Pional
- Sampha
- SBTRKT
- The xx
- Kid Harpoon